# Setjmp.h
setjmp.h는 비로컬 점프를 제공하기 위한 C 표준 라이브러리에 정의된 헤더 파일로 일반적인 서브루틴 콜에서 벗어나고 시퀀스를 반환하는 제어 흐름이다. 상호보완적인 함수 setjmp와 longjmp가 이러한 기능을 제공한다.
setjmp/longjmp의 일반적인 사용법은 여러 단계의 함수 호출에서도 프로그램 또는 스레드 상태를 재설정하는 데 longjmp 기능을 활용하는 예외 매커니즘의 구현에 있다. 그 외의 setjmp 용도로는 코루틴과 비슷한 구문을 만들기 위해 사용된다.

## 간단한 예
setjmp의 기초적인 예시를 보여준다. 여기서 main()은 second()를 호출하는 first()를 호출한다. 다음, second()은 main()로 점프하면서 first()의 printf()의 호출을 생략한다.
```
#include
 
<stdio.h>

#include
 
<setjmp.h>

static
 
jmp_buf
 
buf
;

void
 
second
(
void
)
 
{

    
printf
(
"second
\n
"
);
         
// 출력

    
longjmp
(
buf
,
1
);
             
// setjmp가 호출된 곳으로 점프하면서 setjmp가 1을 반환

}

void
 
first
(
void
)
 
{

    
second
();

    
printf
(
"first
\n
"
);
          
// 출력되지 않음

}

int
 
main
()
 
{

    
if
 
(
!
setjmp
(
buf
))

        
first
();
                
// 실행되면 setjmp가 0을 반환

    
else
                        
// longjmp 점프가 되돌아가면 setjmp가 1을 반환

        
printf
(
"main
\n
"
);
       
// 출력

    
return
 
0
;

}

```

실행하면 다음과 같이 출력한다.
```
second
main

```

first() 서브루틴이 호출되어도 "first"이 출력되지 않는 것을 확인할 수 있다. 조건문 if (!setjmp(buf))이 두 번 실행함으로서 "main"에서 출력 코드가 실행된다.

## 참고 문헌
- Nidito, Francesco (2016년 7월 2일). “Exceptions in C with Longjmp and Setjmp”. 《Groups.Di.Unipi.it》. 2024년 1월 2일에 확인함.